# Vinsas Janušonis
Vinsas Janušonis (ur. 23 stycznia 1950 w Olicie) – litewski lekarz i nauczyciel akademicki, minister zdrowia w latach 2000–2001.

## Życiorys
W 1976 ukończył studia medyczne w Instytucie Medycznym w Kownie. Podjął pracę w szpitalu uniwersyteckim w Kłajpedzie. W 1981 został zastępcą głównego lekarza, a w 1982 głównym lekarzem (dyrektorem) tej placówki. Jednocześnie zajął się działalnością naukową. W 1988 doktoryzował się, a w 1993 uzyskał stopień doktora habilitowanego.
Od listopada 2000 do maja 2001 sprawował urząd ministra zdrowia w drugim rządzie Rolandasa Paksasa. W 2001 powrócił do kierowania kłajpedzkim szpitalem. W tym samym roku otrzymał profesurę. Został profesorem na Uniwersytecie Kłajpedzkim.